# Коломнін Сергій Петрович
Сергі́й Петро́вич Коло́мнін ((25 вересня) 1842 — † 11 листопада 1886) — лікар-хірург, професор (1879) Петербурзької медико-хірургічної (з 1881 р.  — військово-медичної) академії.

## Біографія
Народився в Сакт-Петербурзі в дворянській сім'ї. В 1865 р. закінчив Медико-хірургічну академію і призначений молодшим ординатором другого військового госпіталю. В 1869 р. захистив докторську дисертацію «Про відновлення кровообігу у людини після перев’язки більших артеріальних стволів».
В 1872 р. обраний доцентом по кафедрі теоретичної хірургії з госпитальною хірургічною клінікою в Університеті Святого Володимира. В той же час 11 лютого 1873 р. був призначений понадштатним ординатором Київського військового госпіталю. З 1873 р. член громади київських лікарів.
На початку 1876 р. закінчився термін завідування кафедрою і, передавши справи в університеті С. П. Коломнін відбув до Сербії на війну із Туреччиною: спочатку, в квітні 1877 р.  — волонтером, пізніше керівником госпіталю, яким завідував до кінця війни. Після початку Російсько-турецької війни залишився на Балканах, працюючи в госпіталях Червоного хреста.
С. П. Коломнін першим у світі застосував внутрішньоартеріальне переливання крові пораненим на полі бою. По результатах участі у війні написав «Загальний медичний очерк тилу армії в Румунії і Бессарабії в часі Турецької війни 1877 р.»
В 1878 р. конференцією Військово-медичної академії
обраний на кафедру оперативної хірургії з топографічною анатомією. Після того як пішов професор Н. В. Скліфосовський С. П. Коломнін очолив в 1880 р. кафедру академічної хірургічної клініки, котру займав до кінця життя, що трагічно обірвалося 11 листопада 1886 р. 44-річний С. П. Коломнін застрелився, звинувачуючи себе у смерті оперованої ним пацієнтки.

## Наукова діяльність
Праці присвячені питанням воєнно-польової хірургії, перев'язуванню великих артеріальних судин у людини, остеопластиці тощо.
С. Коломнін першим застосував переливання крові у воєннопольвих умовах.